# Emly
Emly oder Emlybeg (irisch Imleach Iubhair, übersetzt „Rand des Eibensees“) ist ein Civil Parish im County Tipperary, in dem historischen irischen Baronat Clanwilliam. Emly ist auch namensgebender Teil des Erzbistums Cashel und Emly, das 1111 durch die Synode von Rathbreasail begründet wurde.

## Geografie
Die Gemeinde liegt an der Regionalstraße R515, die westlich von Tipperary nach Abbeyfeale im County Limerick führt. Emly liegt 14 km westlich der Stadt Tipperary und hatte bei der Volkszählung 2022 328 Einwohner.

## Geschichte
Die Eibe im Ortsnamen verweist auf die vorchristliche Geschichte von Emly. Emly ist eines der ältesten Zentren des Christentums in Irland und geht auf die Zeit vor der Ankunft des Nationalheiligen St. Patrick nach Irland zurück. Bis zum frühen Mittelalter war Emly die erste Diözese im Süden Irlands. St. Ailbe der Begründer der Gemeinde von Emly im 6. Jahrhundert, ist der Schutzpatron der Erzdiözese Cashel (Tipperary) und Emly. Die Überlieferung sagt, dass St. Ailbe vor der Ankunft des heiligen Patrick von Irland das Christentum in Munster (Irland) predigte.
Olchobhair Mac Cionoatha, der 847 die Prälatur und den Thron von Munster übernahm, tötete mit Hilfe von Lorcán Ua Tuathail dem Sohn des Königs von Leinster, 1200 der Dänen, die das Kloster im Jahr zuvor geplündert hatten, und 1700 wurden in einer nachfolgenden Schlacht getötet, in der auch Olchobhair fiel. Im Jahr 1123, während der Amtszeit von Bischof Moelmorda, wurde die Abtei erneut geplündert und die Mitra von St. Ailbe, die über viele Jahrhunderte hinweg aufbewahrt worden war, verbrannt.

## Auszeichnungen
Im September 2009 gewann das Dorf den irischen Wettbewerb „Tidy Towns“ für die sauberste Gemeinde. Im Jahr 2013 belegte Emly den ersten Platz in Irland beim Wettbewerb „Energy Neighbourhoods“ und den sechsten Platz bei den European Energy Neighbourhoods. Die Gemeinde konnte den Energieverbrauch ihrer Haushalte um 37 % senken.